# Wspólnota administracyjna Heidenheim an der Brenz
Wspólnota administracyjna Heidenheim an der Brenz – wspólnota administracyjna (niem. Vereinbarte Verwaltungsgemeinschaft) w Niemczech, w kraju związkowym Badenia-Wirtembergia, w rejencji Stuttgart, w regionie Ostwürttemberg, w powiecie Heidenheim. Siedziba wspólnoty znajduje się w mieście Heidenheim an der Brenz, przewodniczącym jej jest Bernhard Ilg.
Wspólnota administracyjna zrzesza jedno miasto i jedną gminę wiejską:
- Heidenheim an der Brenz, miasto, 48 164 mieszkańców, 107,10 km²
- Nattheim, 6 220 mieszkańców, 44,99 km²